# Cambarus latimanus
Cambarus latimanus är en kräftdjursart som först beskrevs av John Lawrence LeConte 1856.  Cambarus latimanus ingår i släktet Cambarus och familjen Cambaridae. IUCN kategoriserar arten globalt som livskraftig. Inga underarter finns listade i Catalogue of Life.